# プロレスリング求道軍
プロレスリング求道軍（プロレスリングぐどうぐん）は、熊本県を中心に活動しているプロレス団体。

## 特徴
旗揚げ当初は創業者の幸村剣士郎を中心とした謎の集団として活動していた。現在は幸村が「教育プロレス」と称して地元熊本の小中学校の体育館にリングを設置して授業の一環として試合を見せている。

## 歴史
- 1997年1月、幸村剣士郎が九州求道軍（きゅうしゅうぐどうぐん）を設立。
- 7月20日、三角駅前広場でプレ旗揚げ戦を開催。
- 1999年、幸村が自宅の倉庫（菓子問屋）が家業をやめて全て使えるようになったのを機にトレーニングジム「ザ・ジム求道軍（ザ・ジムぐどうぐん）」を設立。
- 2002年6月1日、団体名をプロレスリング求道軍（プロレスリングぐどうぐん）に改称して熊本木材八代支店倉庫で旗揚げ戦を開催。
- 2005年、熊本市流通情報会館で「青少年健全育成チャリティー興行」を開催。
- 2007年、興行を一切止めて市町村、自治体、企業などの、お祭りや施設訪問でイベント形式による「地域活性型プロレス」へと方向変換する。
- 2009年、幸村が地元熊本の小中学校の体育館で青少年の教育を目的とした「教育プロレス」を開催。
- 2010年5月19日、子どもの健全育成と社会教育を目的としたNPO法人教育プロレス幸村ケンシロウを設立。
- 2013年3月11日、日本列島プロレス連盟の発足に参加[1]。
- 2019年1月12日、イオンモール宇城で開催されたプロレスフェスに参加。

## 所属選手
- 幸村ケンシロウ

## スタッフ

### レフェリー
- 平島和宏

### リングアナウンサー
- 中野栄紀

## 歴代所属選手
- 菅沼修（旧：初代GUDO）
- 川崎賢一（旧：2代目GUDO）
- 清正
- 球磨川彦一